# Sack (Adelsgeschlechter)

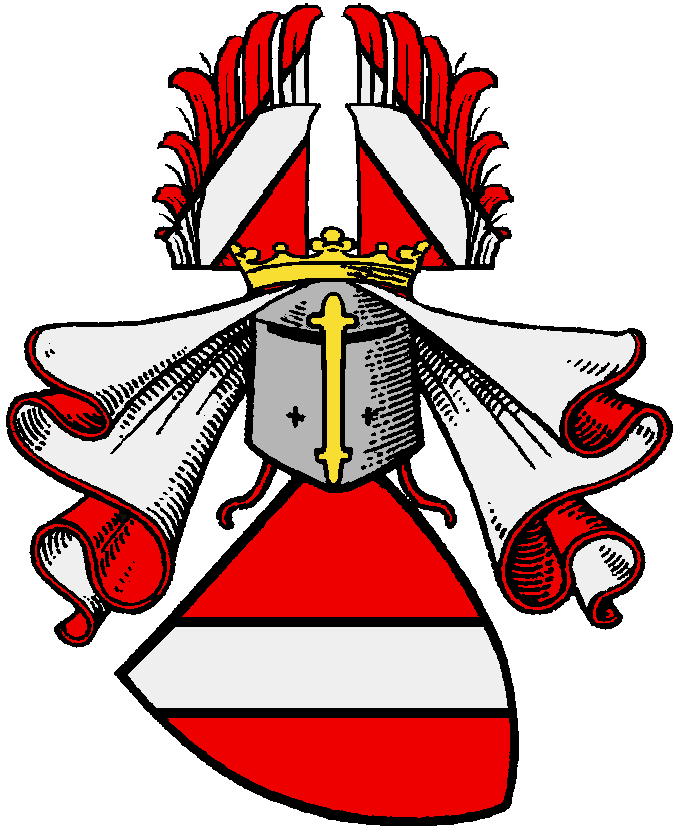
Stammwappen des vogtländisch-oberfränkischen Adelsgeschlechts Sack und dessen Linien von Berg, von Epprechtstein, von der Grün, von Münchberg, von Radeck, von Reitzenstein, von Sparnberg, von Stein, von Thoßfell, von Töpen und von Wildenstein

Die Familien Sack (zu/von …) und von Sack sind ritterliche und später teilweise in den Freiherren- und Grafenstand erhobene, aber auch in den Bürger- und Bauernstand abgestiegene Geschlechter des deutschen und norditalienischen Uradels, deren frühester Vertreter im Jahr 1091 urkundlich erwähnt wurde. Zweige der Familien bestehen bis heute. Ob sie auf einen gemeinsamen Stammvater zurückgehen, ist nicht sicher erforscht, kann jedoch angenommen werden, soweit bei ihnen Wappengleichheit besteht.
Bei einem Teil der Familien leitet sich der Name nach gegenwärtigem Forschungsstand nicht von einem Sitz ab, so dass in diesen Fällen die Schreibweise ohne ein vorangestelltes von, sondern mit einem nachgestellten zu oder von (etwa „Sack zu Mühltroff“ oder „Sack von Planschwitz“) oder ohne eine Ortsangabe richtig ist. Der Name kommt auch in verschiedenen latinisierten Schreibweisen vor (etwa „Heinricus Saccus“ oder „Eberhardus Sacculus“). Auch findet sich oft die Bezeichnung „der Sack“ bzw. „die Säcke“ oder auch lateinisch „dictus Saccus“ („genannt Sack“). Denkbar ist eine Namensherkunft vom kirchlichen Amt des Saccelarius (Schatzmeister oder Kämmerer). Dennoch findet sich gelegentlich die bei diesen Familien falsche Schreibweise von Sack, was vermutlich auf eine spätere Mode, den Adelsstand kenntlich zu machen, zurückzuführen ist, wie dies auch beim Briefadel praktiziert wurde.
Im 13. und 14. Jahrhundert nannten sich einige Linien der vogtländisch-oberfränkischen Familie Sack nach ihren Sitzen, so etwa die von Berg, von Epprechtstein, von der Grün, von Münchberg, von Radeck, von Reitzenstein, von Sparnberg, von Stein, von Thoßfell, von Töpen und von Wildenstein, die alle stammes- und wappenverwandt sind. Bei Standeswechsel wurde teilweise wieder der Familienname Sack angenommen, was etwa für die Familie von Berg genealogisch belegt ist.

## Die vogtländisch-oberfränkisch-sächsischen Säcke

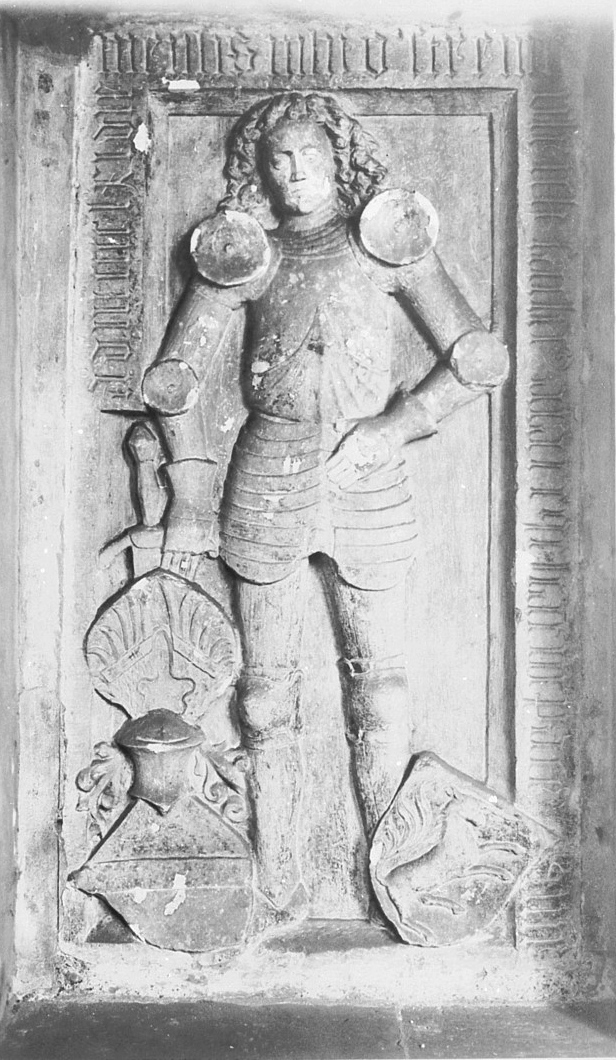
Ritter Ulrich Sack zu Mühltroff, Hauptmann zu Eger, Vogt und Hofrichter zu Coburg († Juli 1461) – Grabplatte im Erfurter Dom

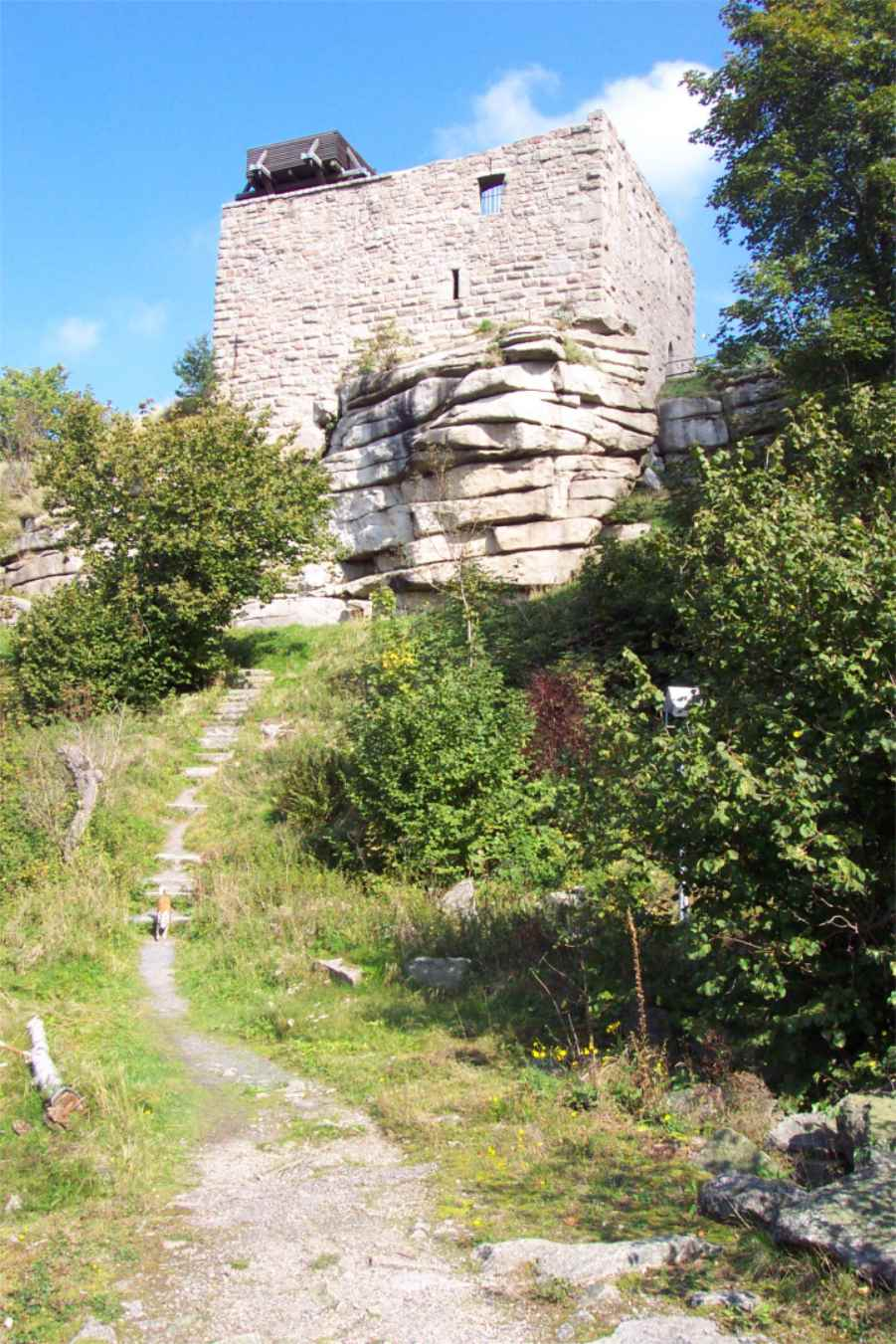
Die Burgruine Epprechtstein bei Kirchenlamitz

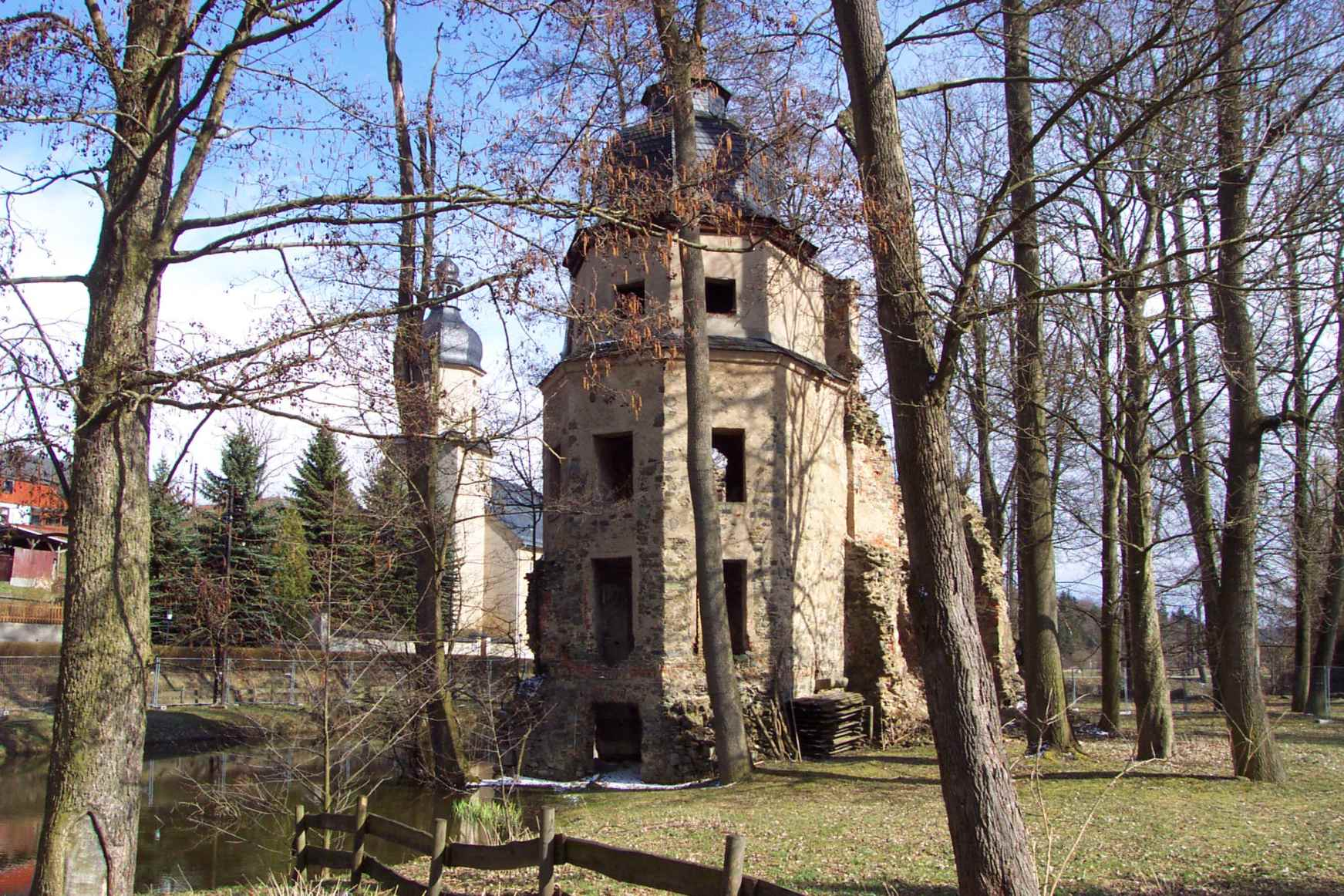
Die Reste des Schlosses in Geilsdorf

Schloss Mühltroff

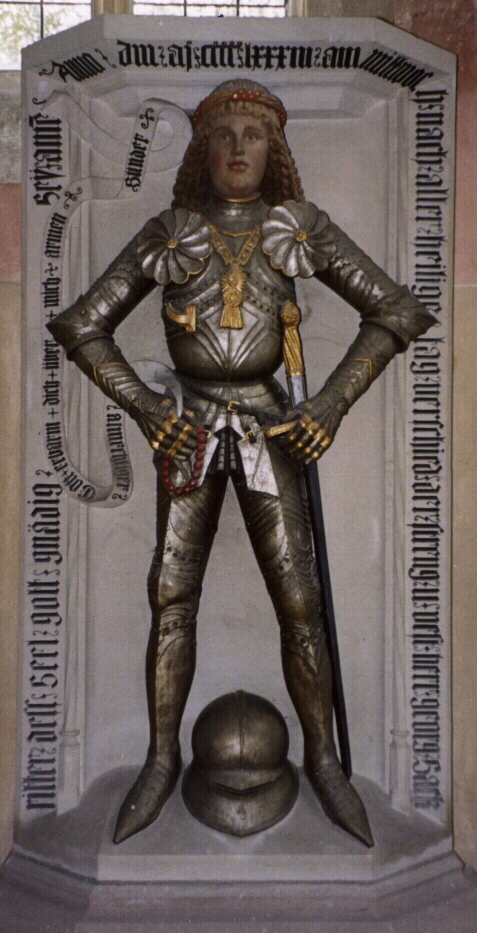
Epitaph des Schwanenordensritters Georg Sack im Kloster Heilsbronn

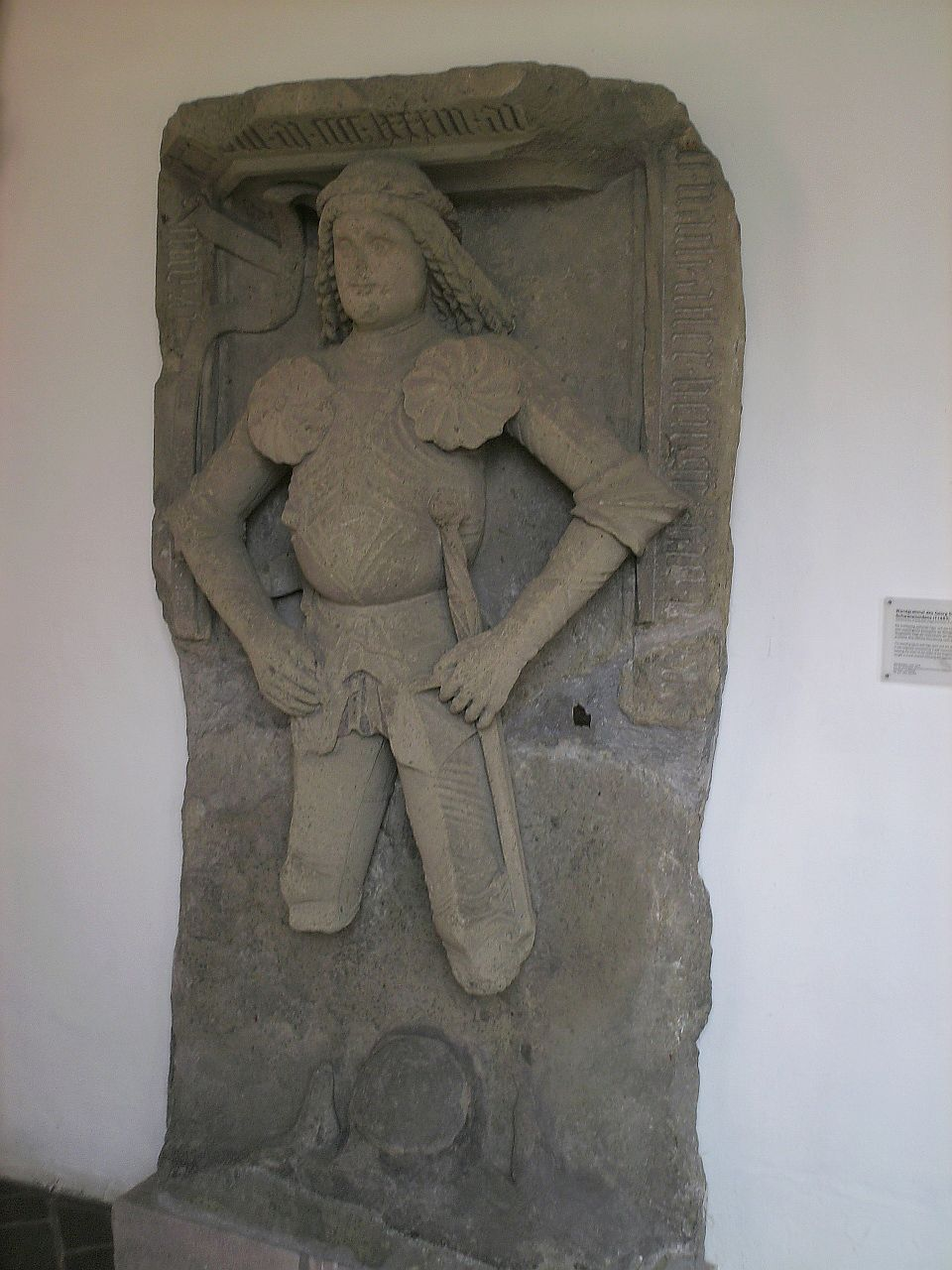
Original des Epitaphs im Römisch-Germanischen-Museum, Nürnberg

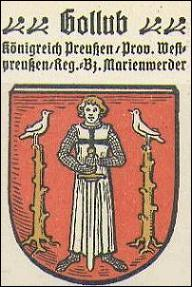
Der Deutschordensritter Konrad Sack als Stadtgründer im alten Wappen von Gollub (heute Golub-Dobrzyń)

### Ursprung
Ab dem Jahr 1177 traten die Brüder Heinricus und Herman der Sach mehrmals in den Schenkungsurkunden des Klosters Sankt Emmeram unter der Ministerialität der Bischöfe von Regensburg in Erscheinung. Die Ursprünge der Familie dürften jedoch im früh- und hochmittelalterlichen Norditalien zu suchen sein, wo ein namens- und wappengleiches, ebenfalls zur kirchlichen Ministerialität zu zählendes Geschlecht bereits im Jahr 1091 urkundlich erwähnt wurde (siehe Die italienisch-lombardischen Säcke). Später befanden sich Mitglieder der Familie unter der Ministerialität der Herzöge von Andechs-Meranien, der Vögte von Weida, Gera und Plauen und der Wettiner. Als erster Sitz der Familie in Oberfranken gilt die Burg Epprechtstein im heutigen Landkreis Wunsiedel, die sie im Jahr 1308 als Reichslehen von König Heinrich VII. erhielt, aber nach der Urkundenlage schon früher besaß. Daher werden die vogtländisch-oberfränkischen Säcke auch zum reichsunmittelbaren alten Adel (Dynastenstand) gezählt. Sie galten im Vogtland als einflussreiches Geschlecht mit ausgedehntem Grundbesitz. Zu ihren Besitzungen gehörten u. a. Planschwitz und Tyrbel (bei Voigtsberg in Sachsen) und das Schloss Sachsgrün.

### Verbreitung und Linien
Im Jahr 1225 erschien ein „Eberhardus Sacculus“ unter der Ministerialität der Herzöge von Andechs-Meranien als Urkundszeuge im Rahmen einer Schenkung an das Kloster Banz und 1232 als Urkundszeuge eines Schiedsspruches Ottos VII. von Andechs (seit 1205 Herzog Otto I. von Meranien). Ein 1248 als Urkundszeuge Ottos VIII. von Andechs (Herzog Otto II. von Meranien) auftretender „Eberhardus de Eckebretsteine“ ist wahrscheinlich identisch mit ihm, denn die Burg Epprechtstein bei Kirchenlamitz war zunächst der wichtigste Sitz der Familie. Nach dem Aussterben der Andechs-Meranier wechselten die Säcke in die Gefolgschaft der Vögte von Weida, Gera und Plauen. So erschienen 1243 „Cuntze und Ullr' die Secke“ als Urkundszeugen Heinrichs von Plauen.
Ulrich I. Sack erhielt 1297 den Anteil der Vögte an Münchberg, Sparneck und Waldstein, nannte sich 1298 nach einem neuen Sitz „von Planschwitz“, erwarb 1302 die Burg Sparnberg an der Saale und hieß 1314 der alte „Herr Sack von Tyrben“ (Türbel). Von seinen fünf Söhnen wurden Ulrich II., Heinrich und Nikolaus 1308 vom späteren Kaiser Heinrich VII. mit dem Epprechtstein belehnt. Die Familie stieg damit zum reichsunmittelbaren Adel auf. Ulrich I. teilte sich außerdem mit seinem zweitjüngsten Bruder Konrad, dem späteren Landmeister des Deutschen Ordens in Preußen, den Besitz in Planschwitz. Petzold, der zweitjüngste Sohn Ulrichs I., erbte den Besitz der kompletten Herrschaft Sparnberg, wobei sich dessen Nachkommen fortan „von Sparnberg“ nannten. Konrad, Ulrich III. und Nikolaus Sack, drei Söhne Ulrichs II. begründeten die Familienzweige zu Geilsdorf, Brambach (Erwerb ca. 1382) und Mühltroff (auch Mühldorf; Erwerb 1436).
Nach der Eroberung des Epprechtsteins durch die Burggrafen von Nürnberg im Jahr 1356 (siehe Die Säcke auf dem Epprechtstein) zog sich ein Teil der Familie in das Vogtland zurück. Ein anderer Teil verblieb in Oberfranken und wählte den Bürgerstand in Kirchenlamitz, Hof und Selb. Einige oberfränkische Familienmitglieder sind noch Jahrzehnte nach dem Verlust des Epprechtsteins im Adelsstand urkundlich belegt, so etwa als Teilnehmer an der Guttenberger Fehde von 1380 auf Seiten der Guttenberger, wobei die vogtländischen Familienmitglieder der Gegenseite angehörten. 1409 wurde ein Peter Sack als Ministeriale des Burggrafen Johann III. von Nürnberg und Pfleger bzw. Amtmann des Ortes Kasendorf genannt. Im Jahr 1481 trat noch ein Ritter Albrecht Sack als Hauptmann von Waldsassen in Erscheinung. Nach einer Mitteilung des Heimatforschers Christian Primus vom Historischen Verein für Oberfranken aus dem Jahr 1931 sollen im ehemaligen Gebiet des Oberlandes des Fürstentums Bayreuth mehrere Zweige mit dem Familiennamen Sack als Nachkommen des in Oberfranken verbliebenen Familienteils bestehen und berechtigt sein, ihr überkommenes Wappen zu führen. Sie sollen sich im Laufe der Jahrhunderte als Bauern und Gewerbetreibende verdingt, jedoch aufgrund ihrer Abstammung immer eine gehobene Stellung innerhalb ihres jeweiligen Standes innegehabt haben.
Vom 6. Juni 1418 gibt es eine Aufstellung der Plauenschen Lehen in den Händen der Säcke: zwei Vorwerke in Triebel, das Dorf Geilsdorf (mit Ausnahme eines nach Voigtsberg lehenbaren Hofs), Güter in Ruderitz, Gutenfürst, Burgstein, Weischlitz und elf Güter zu Schwand. Am 30. Oktober 1425 wurden als wettinische Lehen genannt: ein Hof in Geilsdorf, Güter zu Schönbrunn, Bösenbrunn, Kleinzöbern und Großzöbern, Berglas, Ramoldsreuth, Engelhardtsgrün, Zettlarsgrün, dann vereinzelte Höfe in Techengrün, Planschwitz, Triebel und das Kirchlehen zu Großzöbern.
Nickel (Nikolaus) Sack zu Geilsdorf hatte uneheliche Kinder, die aus einer heimlichen Beziehung zu einer Bauerntochter hervorgingen. Wegen deren „Anmaßung des Geschlechts, Schildes, Helms und Namens“ begehrte Nickel Sack den Rat Martin Luthers, mit dem er in Verbindung stand. Weil dieser jedoch nicht wusste, „was Recht oder Unrecht sei“, leitete er das Anliegen mit Schreiben vom 10. Januar 1534 an Kurfürst Johann Friedrich I. von Sachsen weiter. Auch fast alle damals lebenden Mitglieder der stammes- und wappenverwandten Familien von Reitzenstein, von Wildenstein, von der Grün und von Berg sowie Hans und Caspar Sack zu Mühltroff wandten sich in einer gemeinsamen Klageschrift an den Kurfürsten, wonach die Söhne des Nickel Sack nicht zur Nachfolge in die Ritterlehen zuzulassen seien. Die Angelegenheit wurde jedoch in Ingolstadt zugunsten Nickels entschieden. Nickel Sack war mehrfach in die reformatorischen Bestrebungen im Kurfürstentum Sachsen verwickelt und unternahm auch dichterische Versuche.
Die Brambacher Linie ist bereits am 20. April 1450 mit Ritter Ulrich Sack zu Brambach ausgestorben. Dieser war vom späteren Kaiser Sigismund in einer Urkunde vom 27. Mai 1431 mit den Dörfern Oberbrambach und Wernersreuth belehnt worden. König Friedrich III. bestätigte die Lehen am 18. Mai 1442 und belehnte Ulrich zusätzlich mit dem Dorf Rotenbach und mit der Gerichtsbarkeit über die Dörfer.
Ein anderer Ulrich Sack, der im Juli des Jahres 1461 in Mühltroff starb und jener Linie zuzuordnen ist, war von 1425 bis 1435 Hauptmann von Eger sowie 1442/1443 Vogt und Hofrichter zu Coburg. Er nahm vom 21. März bis zum 13. August des Jahres 1435 an der Pilgerfahrt der Markgrafen Johann und Albrecht Achilles von Brandenburg nach Jerusalem teil, wo er am Heiligen Grab zum Ritter geschlagen wurde. Ihm wurde nach seinem Tod außerdem die Ehre einer Bestattung im Erfurter Dom zuteil, wo eine figürliche Grabplatte an ihn erinnert. Ulrich hatte einen Bruder namens Nickel, bei dem es sich um den Großvater des oben genannten Nickel Sack zu Geilsdorf handeln dürfte, und war mit einem Rüdiger von Sparneck verschwägert. Ein Nachkomme Ulrichs, der ebenfalls diesen Vornamen trug, war Prokurator (Interessenvertreter) des Kurfürsten von Sachsen, Friedrichs des Weisen, beim Papst in Rom.
Anna Sack zu Mühltroff (* 1470) wurde 1494 mit Graf Balthasar II. von Schwarzburg-Leutenberg (1453–1525) verheiratet. Nachkommen ihres Sohnes Graf Johann Heinrich von Schwarzburg-Leutenberg (1496–1555) in weiblicher Linie sind bis in das 21. Jahrhundert im europäischen Hochadel belegt.
1532 verlieh Kaiser Karl V. den Brüdern Hans und Caspar Sack aus der Mühltroffer Linie für sich und ihre Erben den Beinamen „Die Edlen“, ein Prädikat, welches in damaliger Zeit nur Reichsdynasten und Standesherrn zukam. Doch lange konnten sich ihre Nachkommen dieses Titels nicht erfreuen, denn nachdem die Geilsdorfer Linie mit Nickel Sack auf Tirbel 1586 ausgestorben war, erlosch fünf Jahre später – im Jahr 1591 – mit Hans Balthasar auch die „edle“ Mühltroffer Linie. Caspar Sack begleitete 1474 Herzog Albrecht zu Sachsen und Hans Sack 1493 Kurfürst Friedrich den Weisen auf eine Reise nach Jerusalem zum Heiligen Grab. In Kneschkes Adelslexikon werden diese zwar als Vertreter der schlesisch-sächsischen Säcke aufgeführt, es handelte sich jedoch nachweislich um Vertreter der vogtländisch-sächsischen Säcke.

### Die Säcke auf dem Epprechtstein
1248 erscheint Eberhardus de Eckebretsteine, der auch schon aus der Familie der Säcke entstammen könnte und sich nach dem Sitz nennt. Es wird aber auch die Ansicht vertreten, dass es sich bei den von Epprechtstein um eine eigene Familie aus dem Bamberger Raum handle. Dagegen spricht jedoch, dass diese Familie dasselbe Wappen wie die Familie Sack führt, also wappenverwandt und somit höchstwahrscheinlich von gleicher Abstammung ist. Die Familie Sack wird jedenfalls ab 1288 urkundlich im Hofer Raum ausdrücklich genannt. 1308 belehnt Kaiser Heinrich VII. die Brüder Ulrich, Heinrich und Nickel, die Säcke genannt, mit der Veste Epprechtstein. Es handelte sich also um ein reichsunmittelbares Lehen, was für die Familie einen sozialen Aufstieg bedeutete. 1337 belehnt Kaiser Ludwig der Bayer noch den Vogt Heinrich von Plauen mit einem kleinen Teil der Veste.
Nachdem die Säcke, zusammen mit weiteren Mitbesitzern, den Wilden, als Strauchdiebe bzw. Raubritter in Verruf geraten, weil sie Egerer Kaufleute entführen und gegen Lösegeld wieder freigeben oder auch deren Waren, z. B. eine Wagenladung Blechhandschuhe aus Nürnberg, rauben. Dieses Treiben scheint so eingespielt gewesen zu sein, dass sogar die Stadt Eger ein Gesetz erlässt, dass man zum Freikauf von den Raubrittern pro Person nicht mehr als 13 Heller zahlen dürfe. Mit der Entführung eines Regensburger Bürgers greifen die Burggrafen von Nürnberg ein, denen die Vorfälle nur allzu gut in ihre Territorialpolitik passen. 1352 erstürmen die Burggrafen von Nürnberg das Raubschloss, danach erhalten sie es zu Lehen. 1355/56 kommen sie durch Kauf in den gesamten Besitz der Burg, des Amtes und von Kirchenlamitz.

### Wappen und Verwandtschaften
Das Wappen zeigt im roten Schild einen silbernen Schrägbalken. Auf dem gekrönten Helm ist ein offener Flug mit silbernen Schrägbalken. Der Wappenschild entspricht dem des Bistums Regensburg, in dessen Diensten das Geschlecht im 12. Jahrhundert stand. Die Ableitung des eigenen Wappens von dem der Herrschaft war zur damaligen Zeit durchaus üblich.
Als Seitenzweige der Säcke führen die von Berg, von Epprechtstein, von der Grün, von Münchberg, von Radeck, von Reitzenstein, von Sparnberg, von Stein, von Thoßfell, von Töpen und von Wildenstein allesamt dasselbe Wappen. Diese Familien sind durch Erbteilung unter mehreren Söhnen und Benennung nach ihren Wohnsitzen entstanden.
Wappengleichheit besteht auch mit dem Schweizer Geschlecht der Freiherren von Aarburg. Die Schweizer Gemeinde Büron, einst Stammsitz dieses Geschlechts, führt das Wappen bis heute.
Im Staatsarchiv Amberg befindet sich eine Urkunde mit einem Siegel des Ulrich Sack, Hauptmann von Eger, aus dem Jahr 1429, welches ein Wappen mit vier Säcken im Schild aufweist, wie es bei der schlesisch-sächsischen Familie von Sack vorkommt.

### Historische Wappenbilder

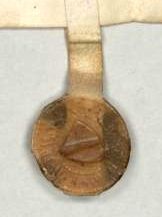
Siegel des Hans Sack zu Droschenreut (Tirschenreuth) an einer Urkunde aus dem Jahr 1382
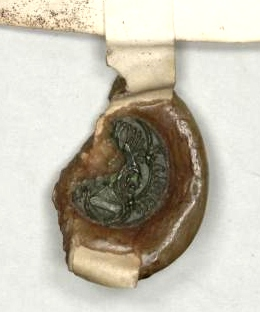
Siegel des Albrecht Sack, Ritter zu Kinspergk (Künsberg?) und Hauptmann zu Waldsassen an einer Urkunde aus dem Jahr 1481
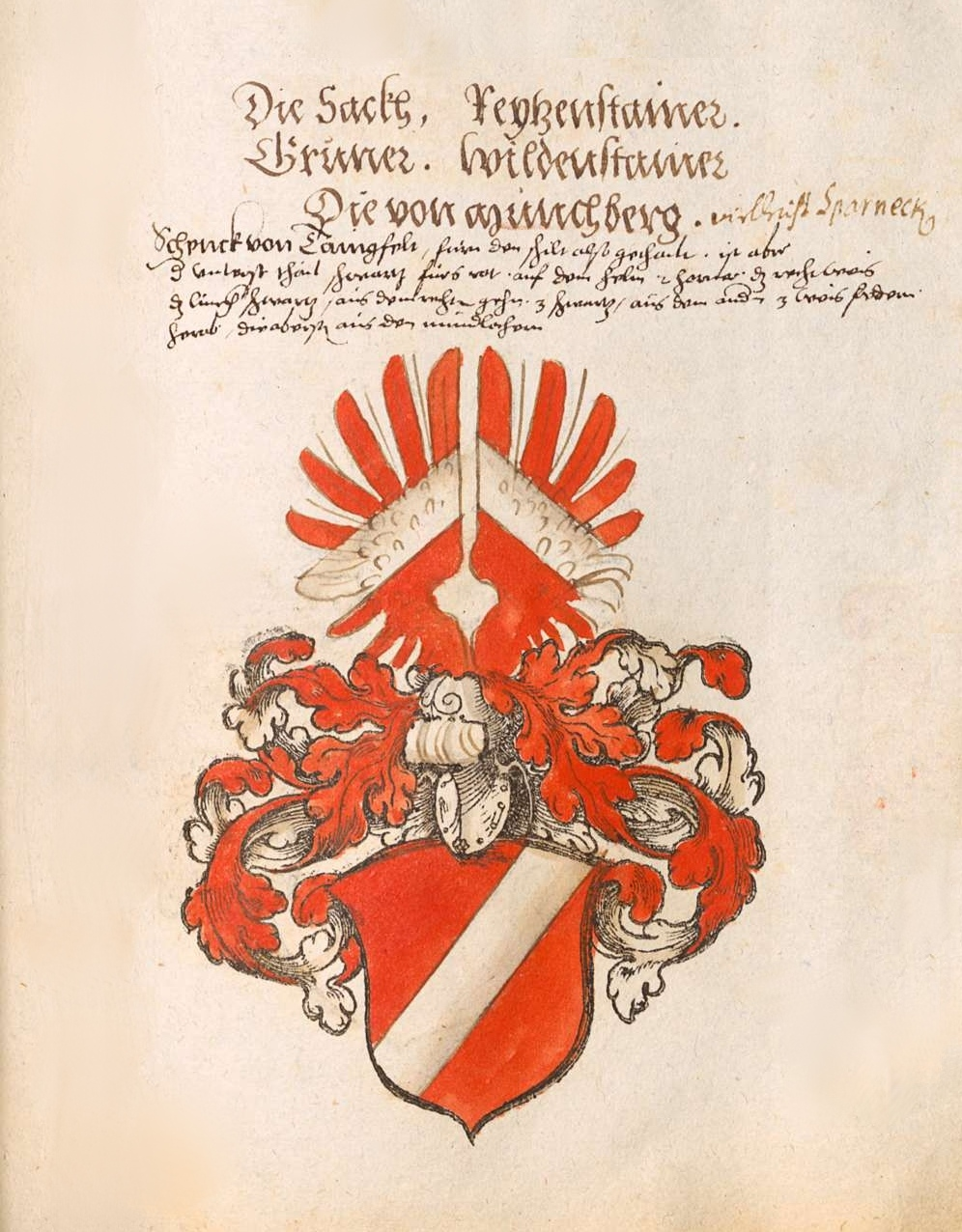
Wappen der oberfränkisch-vogtländischen Säcke im Wappenbuch des Heiligen Römischen Reiches von Stephan Brechtel (Mitte 16. Jh.)
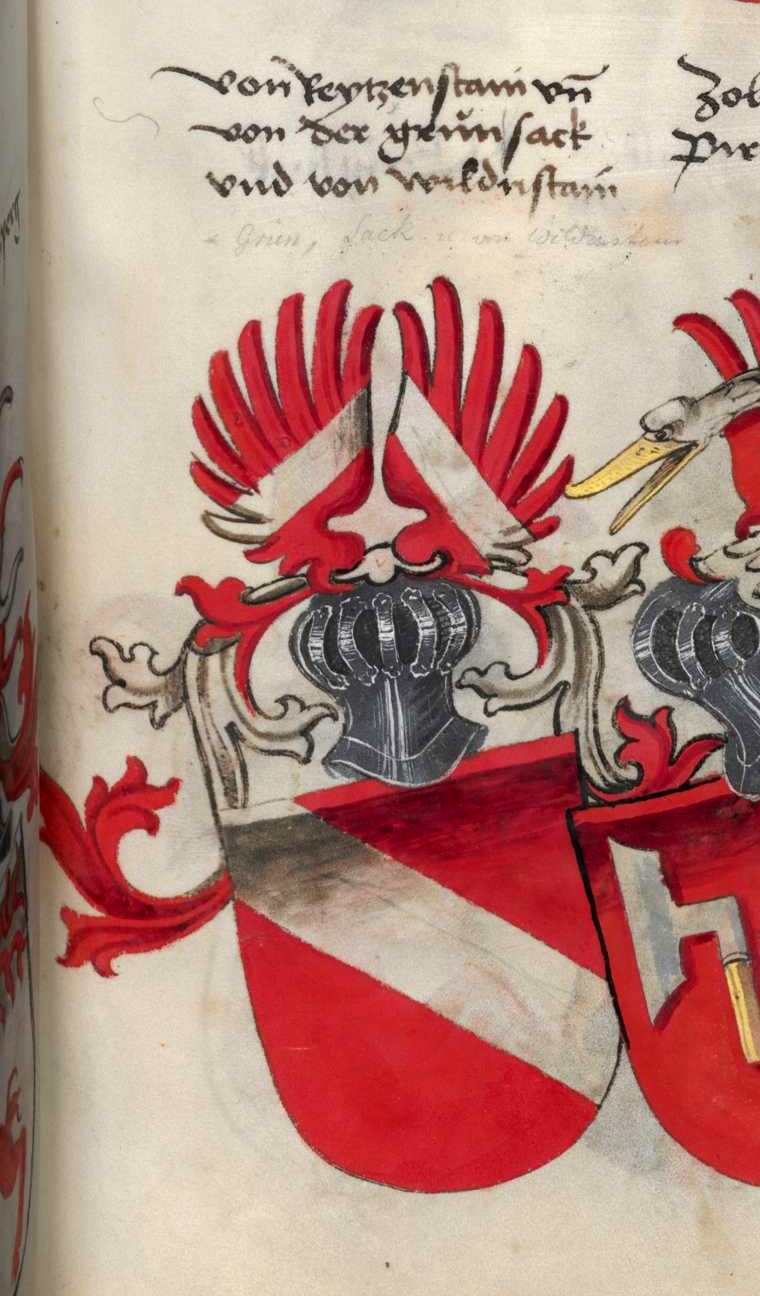
Darstellung des Wappens im Wappenbuch des Conrad Grünenberg (1483)
Darstellung des Wappens aus dem 19. Jh. mit Adelskrone und Wahlspruch

## Die schlesisch-sächsischen Säcke
Diese Familie, die sich meist von Sack schreibt, gehörte zum schlesischen Uradel und war auch in Sachsen, Böhmen, Brandenburg, Preußen und im Baltikum ausgebreitet. Eine schwedische Linie dieses Geschlechts blüht bis heute.
Der deutsche Historiker Johann Sinapius schreibt über sie:

„Sie sollen von dem Stamm-Vater, einem streitbaren Deutschen Soldaten, der vor alten Zeiten unter einem Könige in Spanien im Kriege wieder die Mohren bey eingefallenem Proviant-Mangel ein gut Theil Lebens-Mittel in Säcken glücklich erbeutet, die Säcke und das Mohren-Bild ins Wappen, auch nachmahls den Geschlechts-Namen de Sacco oder von Sack daher überkommen haben.“

Sinapius verweist ferner auf Gabriel Bucelinus, nach dessen genealogischen Abhandlungen die vornehmen Ritter de Sacco ursprünglich zum rätischen Adel und später zu den ansehnlichsten sächsischen Geschlechtern zählten.
Nicht auszuschließen ist somit auch eine Verwandtschaft zu dem rätischen Adelsgeschlecht der Freiherren von Sax aus dem Raum der heutigen Ostschweiz, welche ursprünglich ebenfalls unter dem Namen de Sacco in Erscheinung treten. Das Wappen dieses Geschlechts zeigt zwei Säcke auf gelb-rotem Grund.
Als erste Vertreter des sächsischen Zweiges werden 1276 Peregrinus et Renoldus de Sacco auf Sacka (nö Radeburg, Lkr. Riesa-Großenhain) und als erster Vertreter des schlesischen Zweiges 1290 Reynerus de Sacco urkundlich erwähnt (Staatsarchiv zu Breslau, Rep. 88, Zisterzienserkloster Kamenz, Nr. 42a, abgedruckt im Codex diplomaticus Silesiae, Band 10, S. 37). Möglicherweise besteht eine Verbindung zu einem italienischen Großinquisitor gleichen Namens (zu finden auch als Reynerus Sacconus, Reyneri Sacco, Rainer Sacconi usw. - † 1262).
Ab dem 18. Jahrhundert ist bei einigen Familienmitgliedern ein Verlust des Adelsprädikats zu verzeichnen, da es in der Regel nicht allen Nachkommen finanziell möglich war, den standesgemäßen Lebensstil aufrechtzuerhalten.

### Schwedische Linie

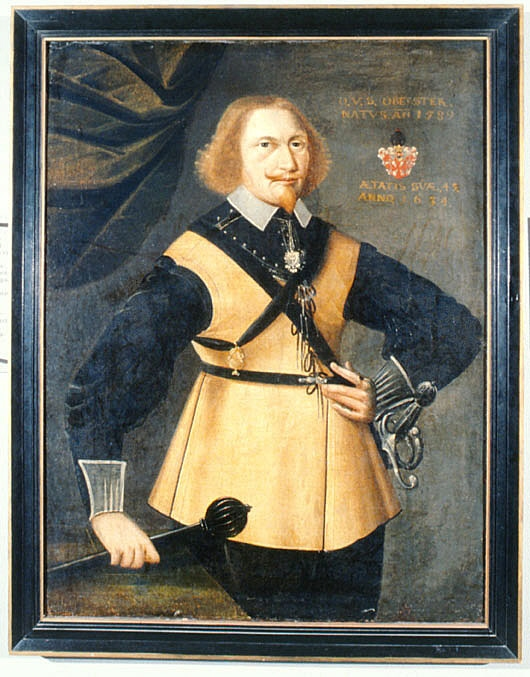
Otto von Sack (1598–1658) als Obrist der schwedischen Armee – Gemälde in der Rüstkammer des königlichen Schlosses in Stockholm

Otto von Sack, geboren 1589 auf dem Familiengut Sackenhof in Livland (heute Jaunvāle, Lettland), diente im Dreißigjährigen Krieg als Obrist in der schwedischen Armee und erwarb dadurch die schwedische Staatsangehörigkeit. 1633 befehligte er u. a. vier Reiterkompanien in der Schlacht bei Hessisch Oldendorf und war an der erfolgreichen Belagerung und Einnahme der Stadtbefestigung Hameln beteiligt. Er starb 1658 in Stockholm. Seine Nachkommen wurden 1719 mit Johan Gabriel Sack, Freiherr zu Bergshammar, in den schwedischen Freiherrenstand erhoben. In Schweden blüht dieses freiherrliche Geschlecht bis heute.

### Böhmische Linien
In Böhmen wurden die Sack am 29. Juni 1648 mit dem Namenszusatz von Bohuniowitz (heute Bohuňovice, Okres Olomouc) in den Freiherrenstand und am 14. Oktober 1721 in den Grafenstand erhoben. Den Sack von Bohuniowitz (auch Sák von Bohunovic) wurde ein vermehrtes Wappen gegeben. Die Familie hatte das Amt des Kreishauptmanns zu Olmütz (heute Olomouc) für vier Generationen inne. Ob zu der ebenfalls böhmischen Familie Sack von Radobeyl (auch Schack von Radobeyl und von Schack und Radobeyl) Verwandtschaft besteht, ist unklar.

### Wappen
Das Stammwappen dieser Familie von Sack zeigt die vier in der Mitte verknoteten silbernen Säcke auf rotem Grund. Die Helmzier besteht hingegen aus einer goldenen Krone, der eine nackte Jungfrau – eine Mohrin – bis über die Brust entspringt. Über ihren langen Haaren trägt sie einen Kranz aus roten und weißen Rosen.
Das freiherrliche Wappen dieses Familienzweiges besteht aus einem quadrierten Schild mit dem Herzschild der schlesischen Säcke. Die Felder 1 und 4 zeigen in Silber eine rote Rose, die Felder 3 und 3 in Blau eine goldene Krone. Auf dem Helm befindet sich eine Krone.
Das Wappen der Grafen aus dem Zweig der schlesisch-sächsischen Säcke basiert auf dem gleichen Schild wie das Wappen bei den Freiherren. Auf dem Schild befinden sich hier jedoch drei gekrönte Helme: Der mittlere Helm mit dem Mohren und der rechte Helm mit einem goldenen Jerusalemkreuz; der linke Helm ist mit fünf Straußenfedern besteckt, darauf eine liegende Mondsichel.

### Historische Wappenbilder

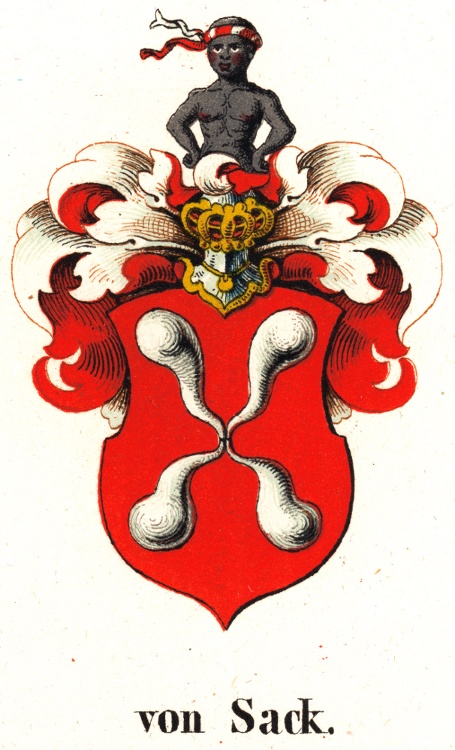
„Redendes“ Wappen des sächsischen Zweiges der schlesisch-sächsischen Familie von Sack (Schlesisches Wappenbuch)
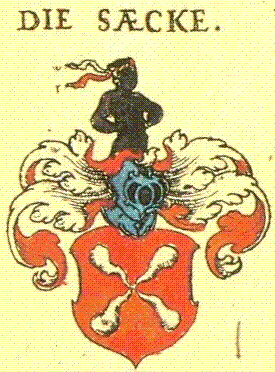
Ältere Darstellung dieses Wappens in Siebmachers Wappenbuch; Namensschreibweise Säcke wie bei der vogtländischen Familie Sack
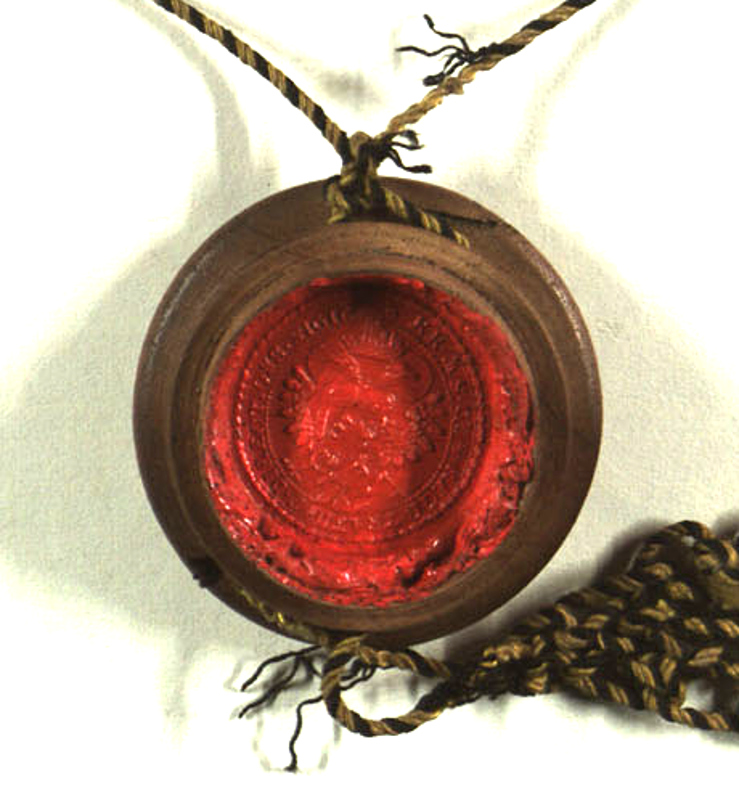
Gegensiegel (mittig) des Wenzel Benedikt Sack, k.k. Gubernialsekretär und Registratursdirektor in Brünn aus dem Jahr 1791

## Die merseburgisch-sächsischen Säcke
Diese Familie von Sack, auch Edle von Sack, war ein merseburgisches Vasallengeschlecht. Die Familie war in Sachsen und Preußen begütert, u. a. in Beuchlitz und Delitz am Berge, Schkopau, Kleinlauchstädt, Großneuhausen, Dohnau (bei Leipzig), Gr. Janowitz., Nelkau und Schlettau.

### Wappen
Ihr Wappen zeigt auf Gold einen roten Ring sowie auf Rot eine(n) silberner (Schild-)Buckel, Kugel oder Ring, welche(r) ringsum strahlenartig mit schwarzen Hahnenfedern besteckt ist. Der Helm ist mit einer rot-goldenen Wulst umwunden, auf der sich das Motiv befindet. Die Decken sind Rot Gold oder Rot Silber.
Wappen der Vasallen des Bischofs Thilo von Trotha sind im Kapitelsaal des Merseburger Doms (ca. 1515) an den Wänden verzeichnet. Dabei ein Wappen mit goldenem Schildbuckel auf blauem Grund, umgeben von weißen Schwanenfedern. Man könnte von einer Margerite auf blauem Grund sprechen. Dabei der schwarze Schriftzug „von Sack“.

### Historische Wappenbilder

Wappen der merseburgischen Familie Sack

## Die brandenburgisch-preußischen Säcke
Über diese brandenburgische Familie, die auch in der Neumark und in Posen begütert war, ist wenig bekannt. Erstmals erscheint sie 1281 mit Arnoldus dictus Sac und erlosch 1849. Derselbe wird 1314 als Ritter Arnt Sak (Arndt Sack) in einer Urkunde Waldemars von Brandenburg erwähnt. Die Familie erwarb bereits im 13. und 14. Jahrhundert etliche Güter: Pinnow bei Soldin (1284), Rohrbeck (1337), Schönfeld (1354), Güntersberg und Sandow (1375), im Jahr 1399 kamen dazu: Blessin, Butterfelde, Freiberg, Alt- und Neu-Reetz sowie Stoltzenburg; noch 1803 saß dieser Stamm der Familie auf Dolgen und Trebus. Im Jahr 1728 ist derselbe in Bentschen bei Meseritz begütert. Bekannt wurde um 1800 ein Neumärkischer Generalkommissar von Sack, Stiefvater des Julius von Flotow.

### Wappen
Es führt in rotem Schild einen silbernen Sack, aus welchem eine gekrönte Jungfrau wächst, die in jeder Hand einen Speer hält. Auf dem Helm die Jungfrau wachsend.

### Historische Wappenbilder

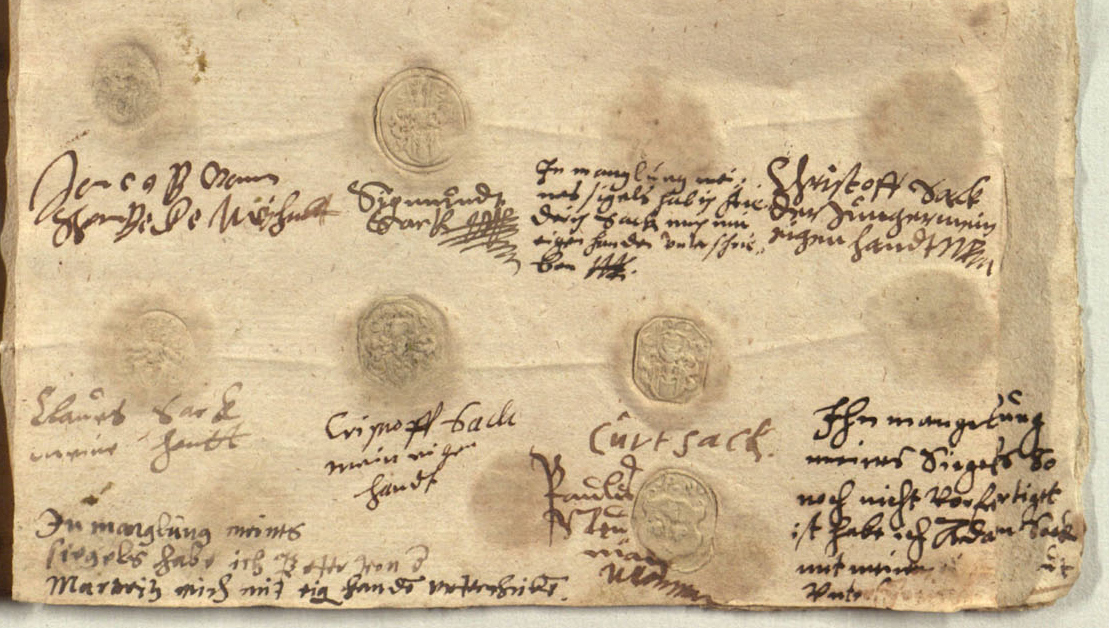
Siegel von Mitgliedern der Familie auf einer Urkunde aus dem Jahr 1608

## Die niedersächsisch-lüneburgischen Säcke
1281 wird die niedersächsische Ministerialfamilie von Sack erstmals mit Gisico de Sacko in Sack (Alfeld) und nochmals 1357 mit dem Alfelder Ratsherrn Bertoldus de Sacco genannt. Auch in Lüneburg wird eine Familie von Sack erwähnt, so u. a. 1293 Ludolfus de Sacco, 1284 Volceken de Sacco, 1302–1321 Volcmarus de Sacco, 1309 dominus Johannes Saccus, 1316 Hinricus de Sacco, 1333 Volzeke de Sacco und 1360 die Gebrüder Volcmarus de Sacco et Johanni de Sacco. Ihre Wappen sind nicht bekannt.

## Die italienisch-lombardischen Säcke

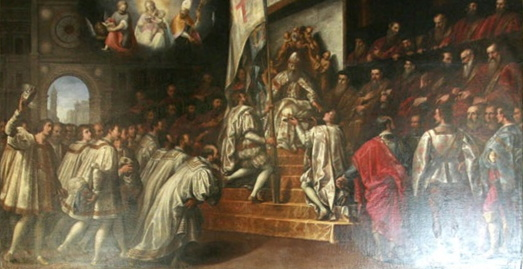
Pietro da Sacco übergibt dem Dogen von Venedig, Michele Steno, die Schlüssel der Stadt Verona im Jahr 1405 (Gemälde von Jacopo Ligozzi)

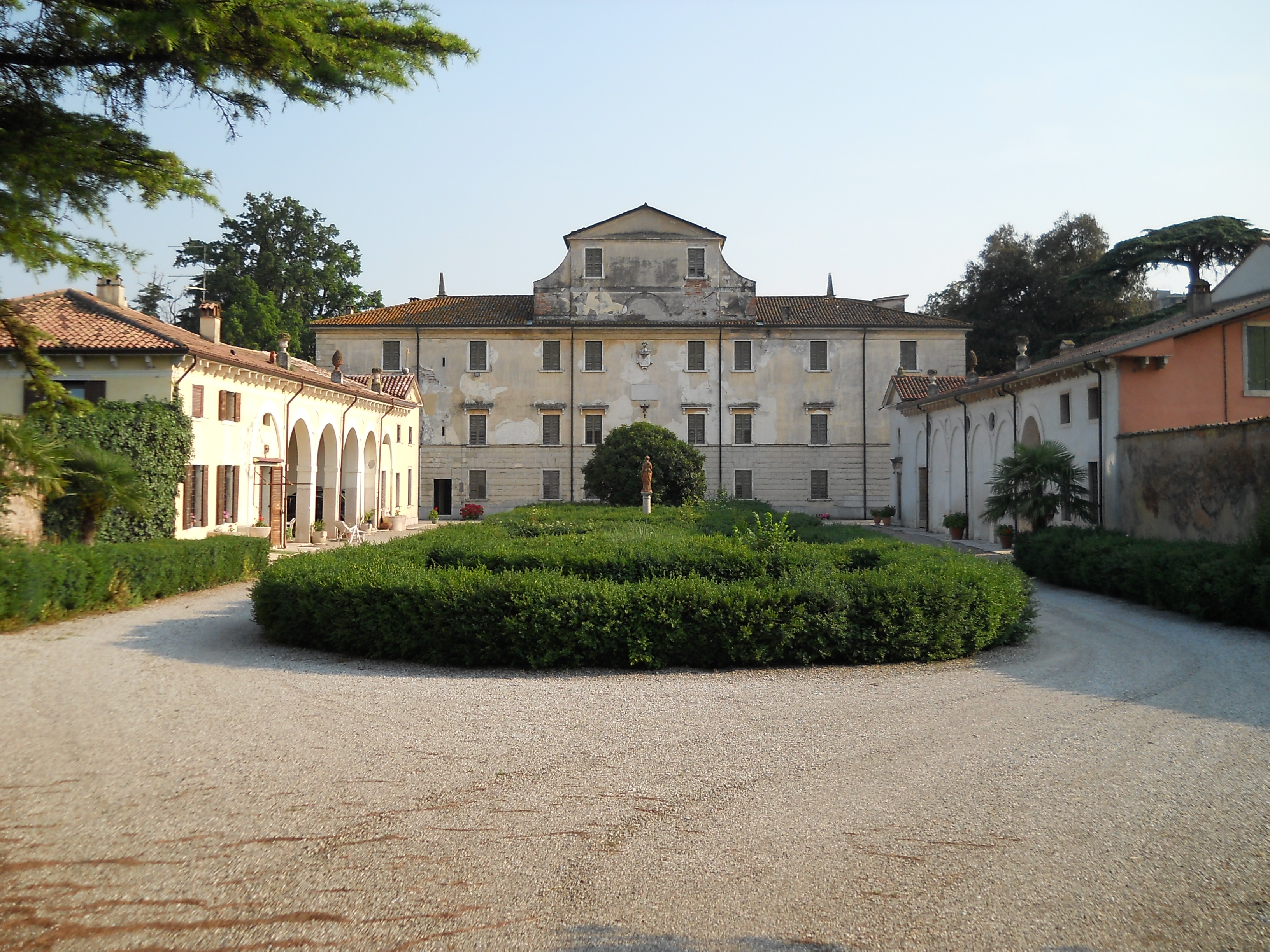
Villa Da Sacco

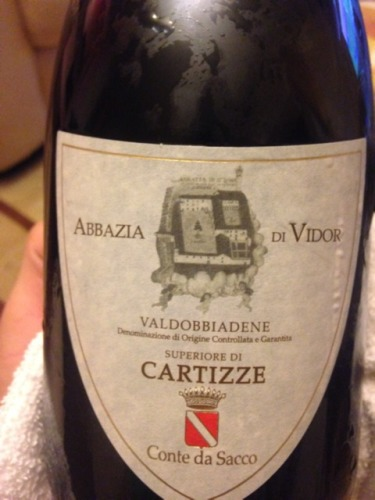
Von der Familie da Sacco produzierter Sekt

In Italien sind mehrere adelige Geschlechter mit Namen wie Sacco, Sacchi, Sacconi u. ä. belegt, deren früheste Vertreter ebenfalls zur kirchlichen Ministerialität zu zählen sind. Soweit Wappengleichheit besteht und die Namen nicht von Sitzen abgeleitet sind, kann ein gemeinsamer Ursprung mit den vogtländisch-oberfränkisch-sächsischen Säcken angenommen werden.
1091 schenkt ein Giovanni figlio del fu Sacco (Sohn des verstorbenen Sack) der Kirche in einer in Prato ausgestellten Urkunde ein Stück Land bei Santo Amondo.
1152 wird ein Amizo Saccus vom Bischof von Lodi mit diversen Rechten über das Dorf Cavenago unterbelehnt. In einer weiteren Urkunde wird dieser Amizo als Sohn des verstorbenen (1091 erwähnten) Giovanni – figlio del fu Giovanni – bezeichnet.
Die Familie stellt mehrere Konsuln des Lombardenbundes. Ein Saccus de Strata wird 1175 als Konsul von Alessandria erwähnt, ein Samalinus Saccus (auch Sactilinus) 1194 als Konsul von Lodi.
Ein anderer Amizo Saccus ist 1218 und 1221 Podestà von Mailand.
1235 wird dieses Amt von einem Albertus Saccus Laudensis (aus Lodi) bekleidet (auch Albertus dictus Saccus), dessen Abkömmlinge spätestens seit 1409 zu den adeligen Geschlechtern von Verona gezählt werden und in ihrem roten Wappen ein silbernes Band – arma di rosso alla banda d’argento – geführt haben. Sie wurden später in den italienischen Grafenstand erhoben und nennen sich daher Conti da Sacco. Nach einer weiteren Quelle sollen sie ihren Ursprung in Köln am Rhein – originaria di Colonia sul Reno – haben und auch ein silbernes Wappen mit grünem Band – arma d'argento, alla banda di verde – geführt haben. Diese Familie existiert noch heute. Sie besitzt u. a. die Villa Da Sacco in Pescantina und betätigt sich im Weinbau.
1249 wird ein Iohanni dicto Sacco in einer Urkunde Innozenz’ IV. genannt. Nach dem Bann des Bischofs wurde er als Domkapitular von Palermo eingesetzt.

### Historische Wappenbilder

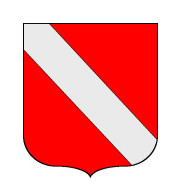
Wappen einer lombardischen Familie Sacco aus dem 13. Jh.
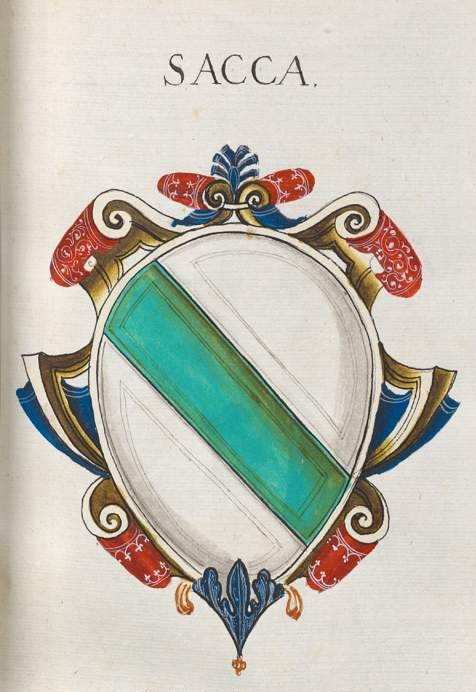
Andersfarbige Variante dieses Wappens (sog. Damenwappen).

## Die Sack von Dieblich
Im 14. Jahrhundert wird ein Werner Sack von Dieblich urkundlich erwähnt. Sein Sohn Godard (Gottfried) erhielt Güter des Grafen Simon von Sponheim und Vianden zu Lehen.

## Einträge im Neuen Siebmacher
Einen Überblick über die verschiedenen Adelsgeschlechter mit dem Namen Sack liefert der Neue Siebmacher. Darin finden sich 25 Einträge, welche sich in fünf wappengleiche oder -verwandten Gruppen unterteilen lassen, neben den zwei verschiedene böhmische Wappen erscheinen.

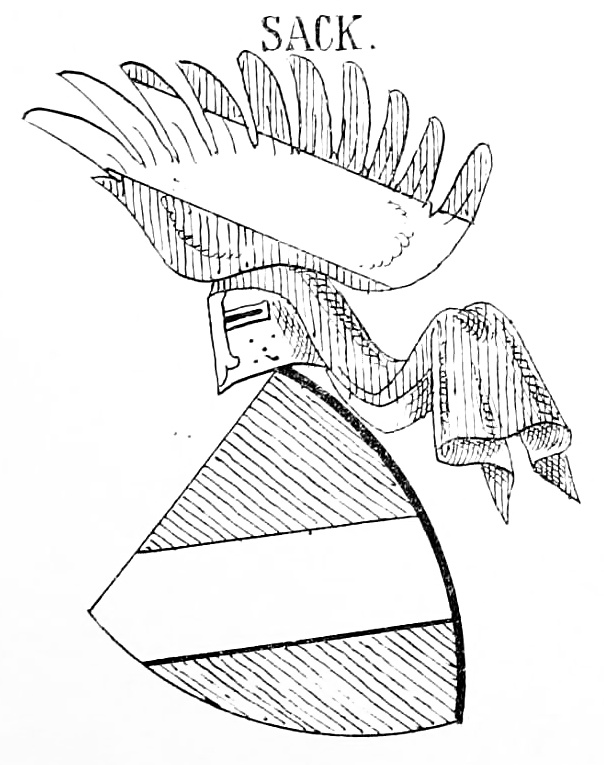
Band 6 Abteilung 1 Tafel 88 – Abgestorbener Bayerischer Adel
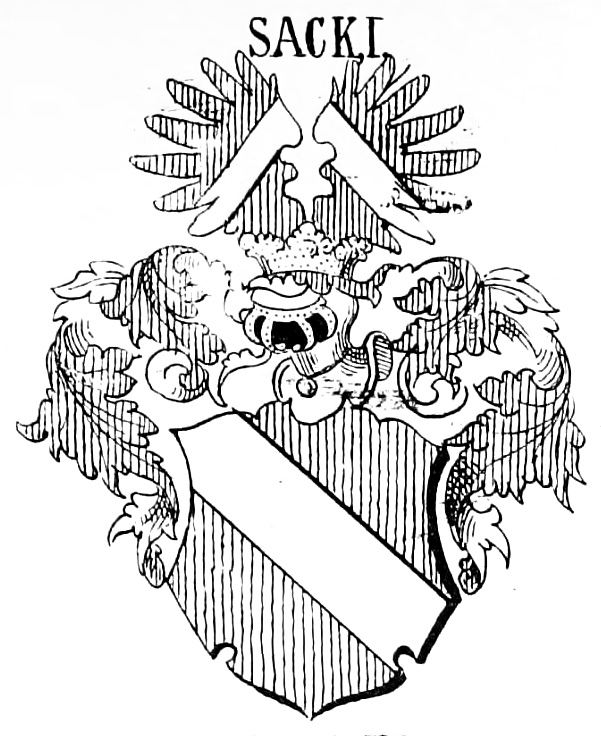
Band 6 Abteilung 6 Tafel 92 – Abgestorbener preußischer Adel – Provinz Sachsen
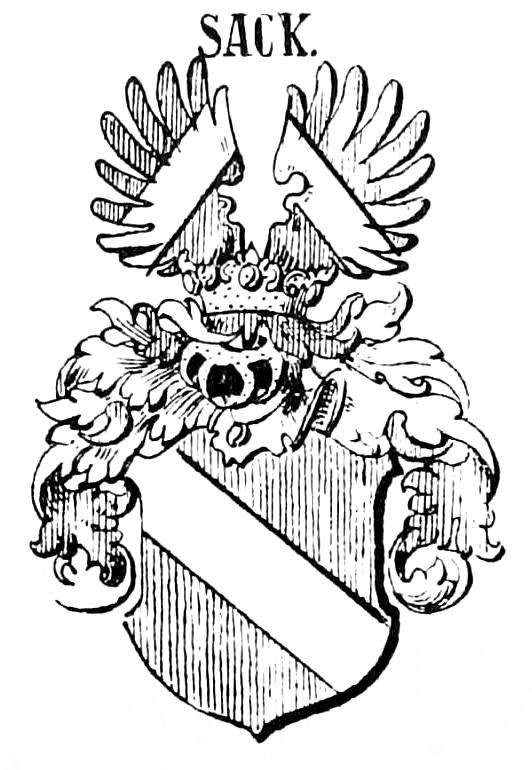
Band 6 Abteilung 12 Tafel 54 – Abgestorbener Adel der sächsischen Herzogthümer
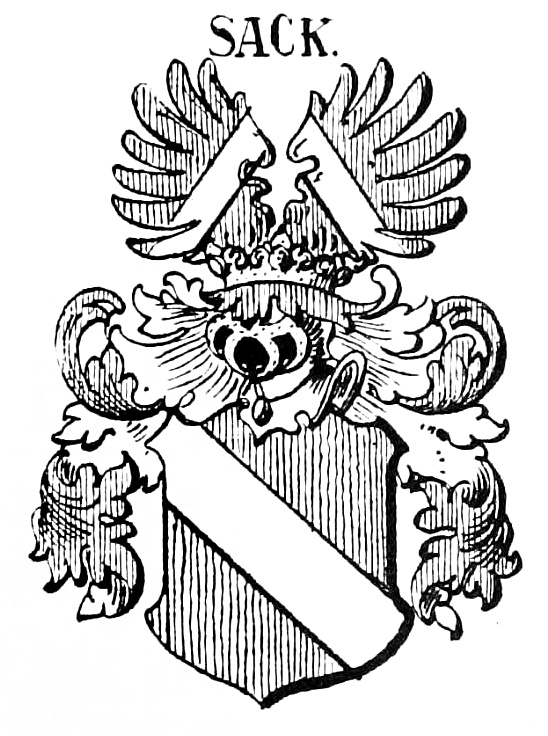
Band 6 Abteilung 13 Tafel 17 – Abgestorbener Adel der Fürstenthümer Schwarzburg
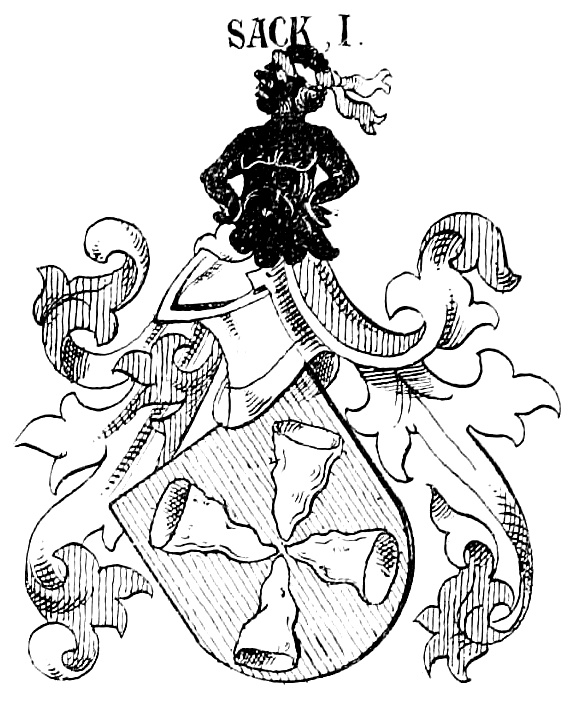
Band 3 Abteilung 2 Tafel 396 – Preußischer Adel – Edelleute
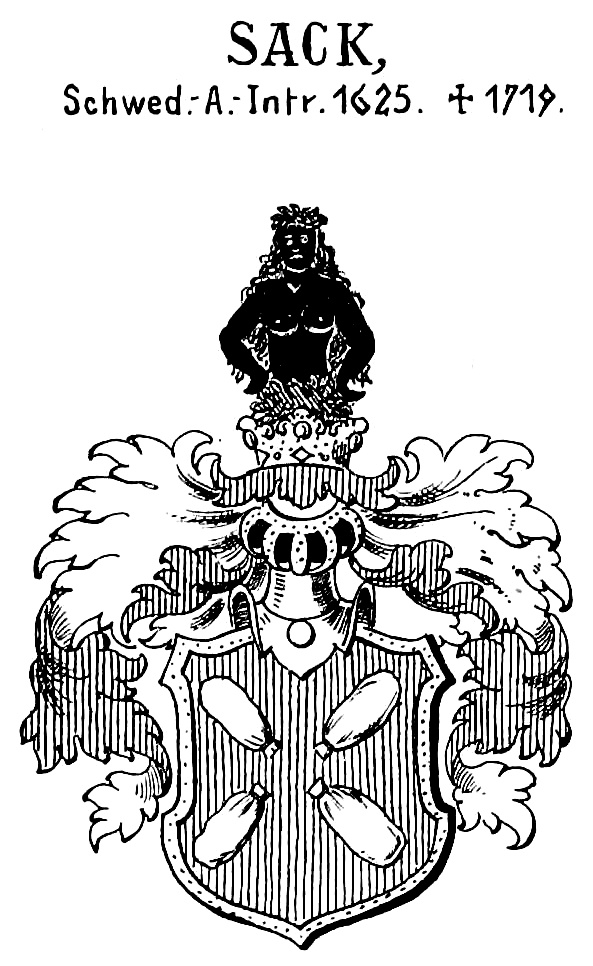
Band 3 Abteilung 11 II Tafel 119 – Adel der russischen Ostseeprovinzen
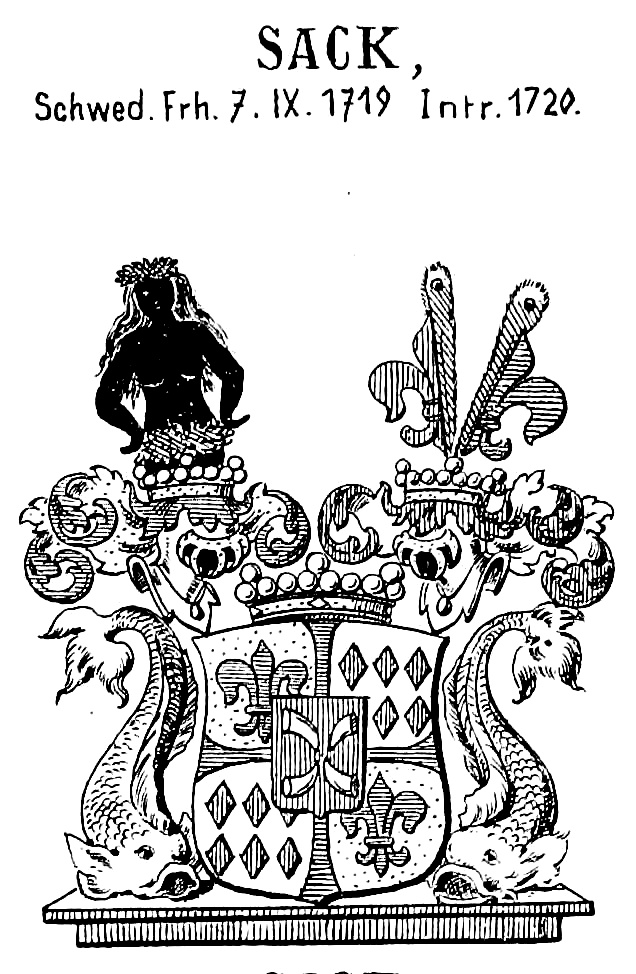
Band 3 Abteilung 11 II Tafel 119 – Adel der russischen Ostseeprovinzen
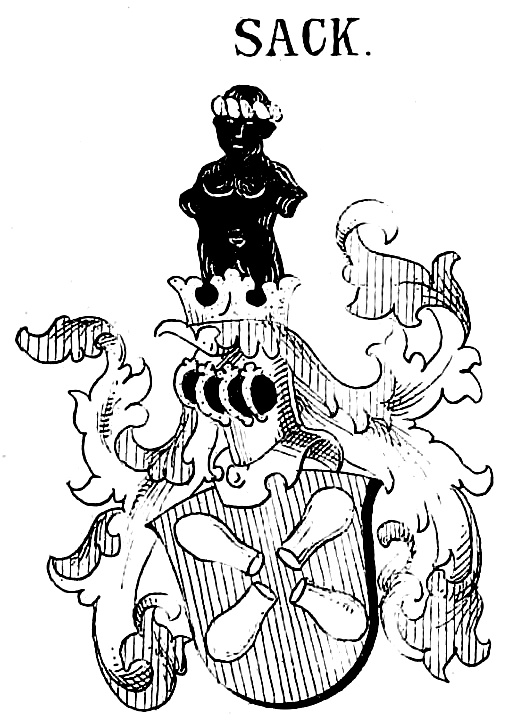
Band 4 Abteilung 11 Tafel 37 – Schlesischer Adel
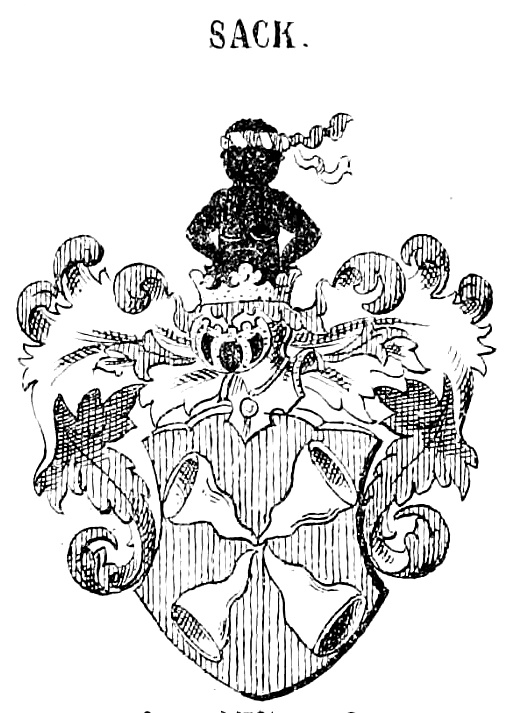
Band 6 Abteilung 4 Tafel 55 – Abgestorbener Adel – Provinz Preußen
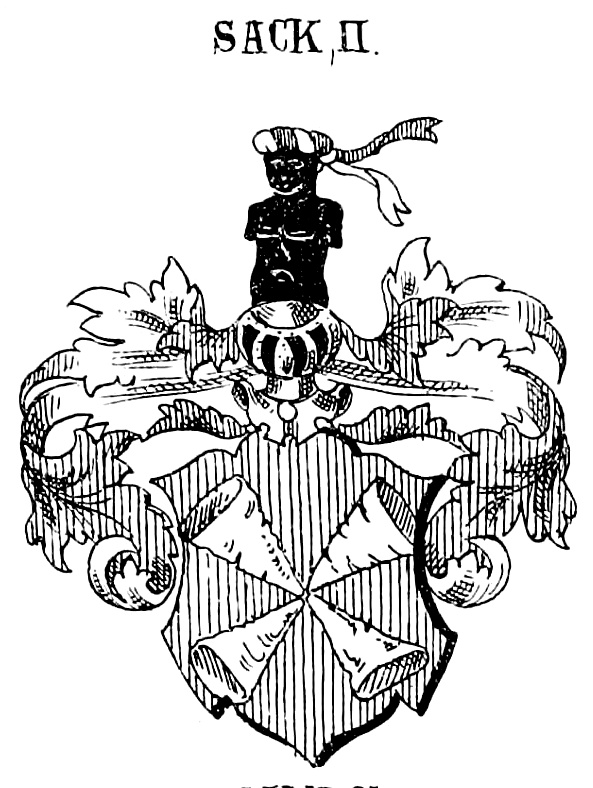
Band 6 Abteilung 5 Tafel 47 – Abgestorbener Adel – Provinz und Mark Brandenburg
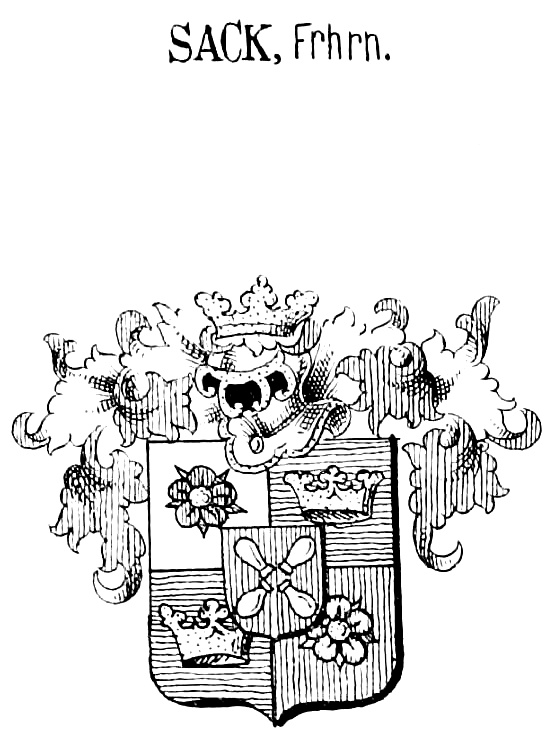
Band 6 Abteilung 8 Tafel 61 – Abgestorbener preußischer Adel – Provinz Schlesien
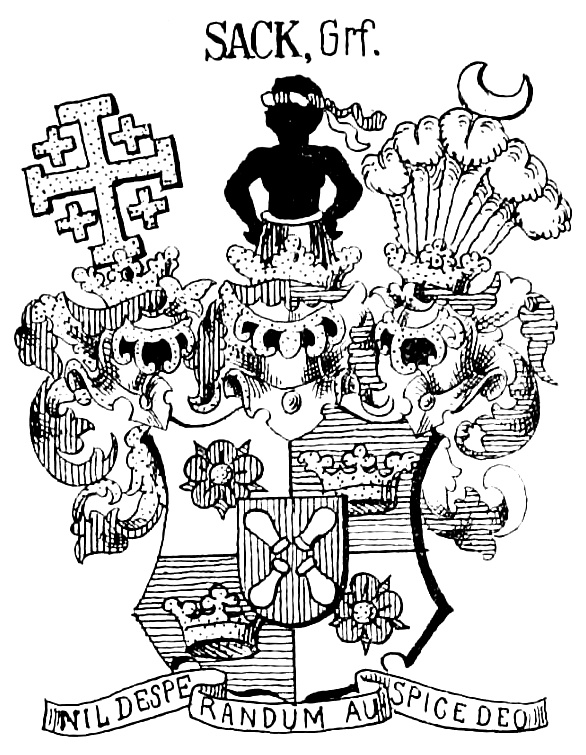
Band 6 Abteilung 8 Tafel 61 – Abgestorbener preußischer Adel – Provinz Schlesien
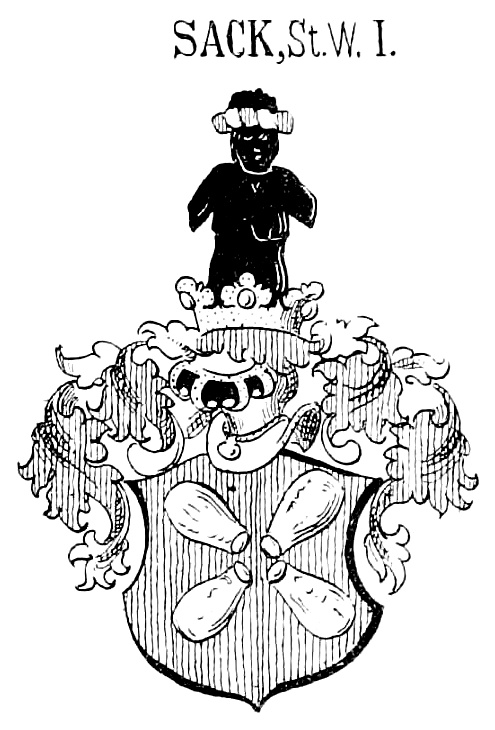
Band 6 Abteilung 8 Tafel 66 – Abgestorbener preußischer Adel – Provinz Schlesien
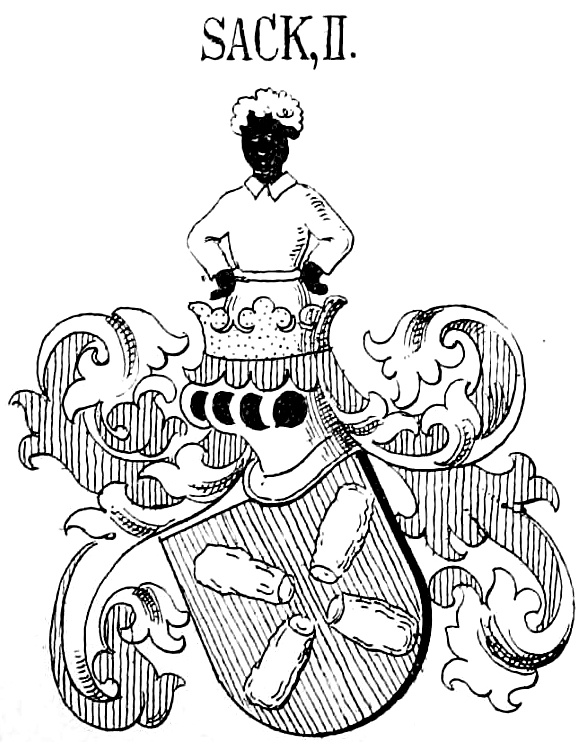
Band 6 Abteilung 8 Tafel 66 – Abgestorbener preußischer Adel – Provinz Schlesien
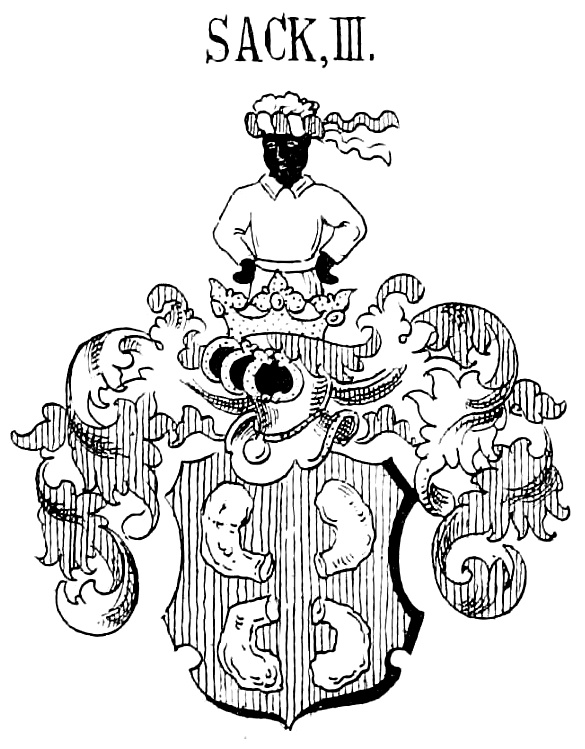
Band 6 Abteilung 8 Tafel 66 – Abgestorbener preußischer Adel – Provinz Schlesien
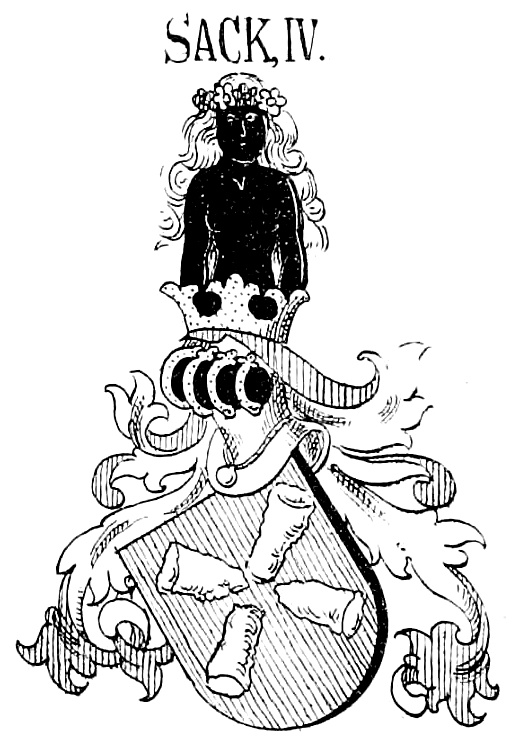
Band 6 Abteilung 8 Tafel 66 – Abgestorbener preußischer Adel – Provinz Schlesien
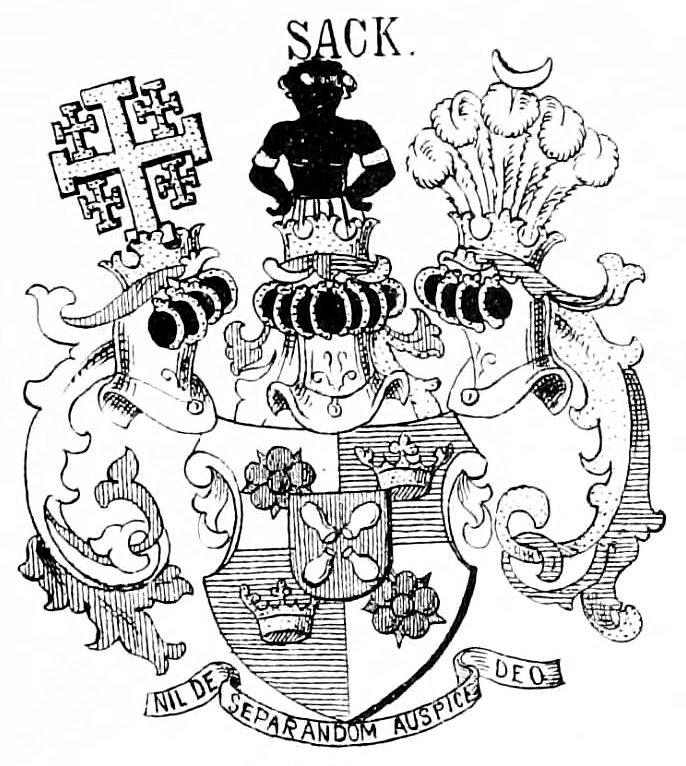
Ergänzungsband 7 Abteilung 2 Tafel 9 – Preußische Grafen
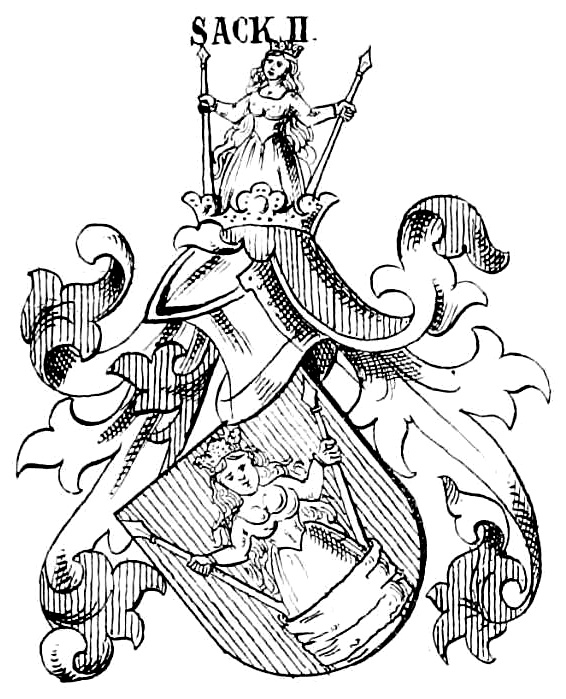
Band 3 Abteilung 2 Tafel 396 – Preußischer Adel – Edelleute
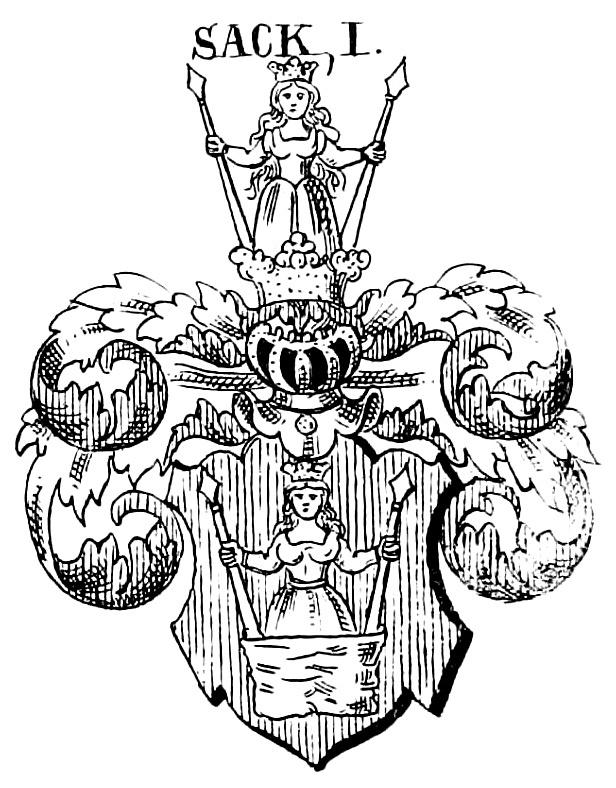
Band 6 Abteilung 5 Tafel 46 – Abgestorbener Adel – Provinz und Mark Brandenburg
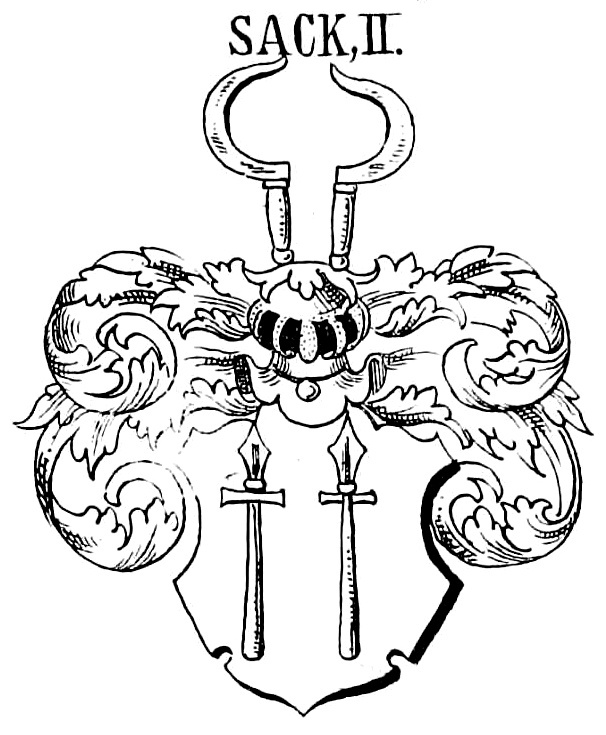
Band 6 Abteilung 6 Tafel 92 – Abgestorbener preußischer Adel – Provinz Sachsen
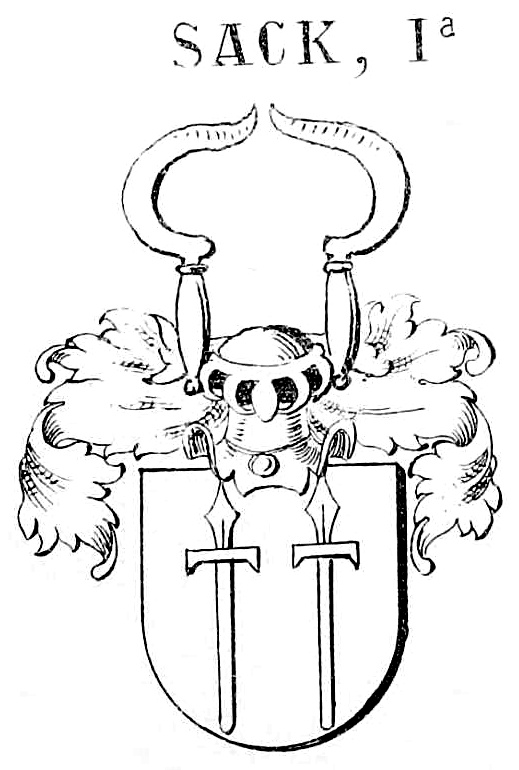
Ergänzungsband 7 Abteilung 3b Tafel 9 – Abgestorbener preußischer Adel – Provinz Brandenburg
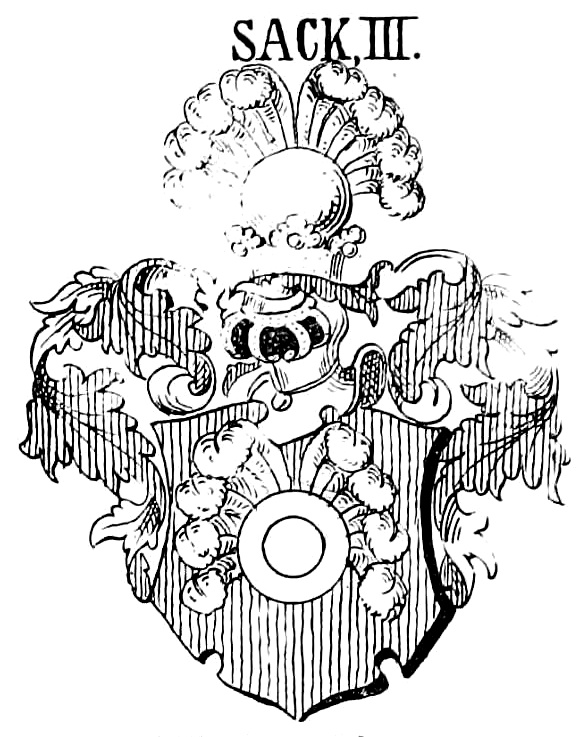
Band 6 Abteilung 6 Tafel 92 – Abgestorbener preußischer Adel – Provinz Sachsen
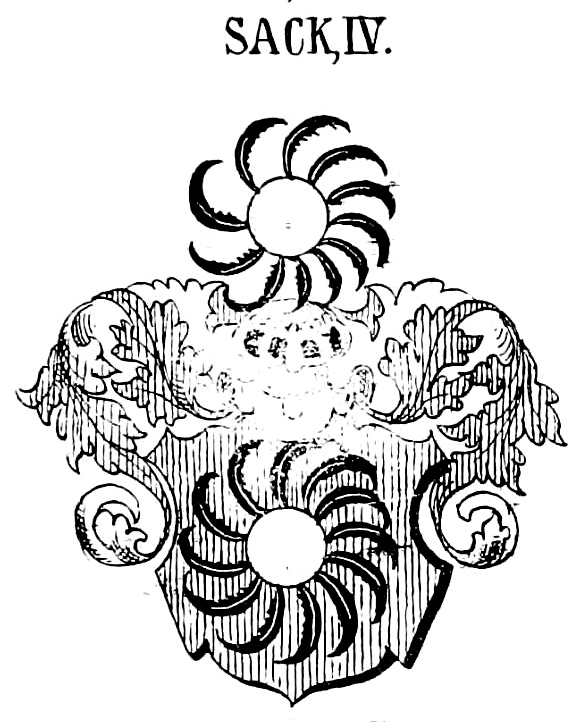
Band 6 Abteilung 6 Tafel 92 – Abgestorbener preußischer Adel – Provinz Sachsen
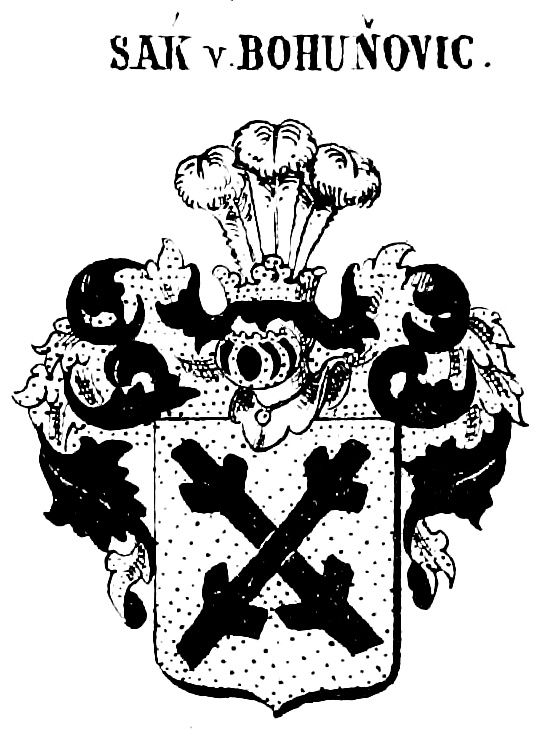
Band 4 Abteilung 9 Tafel 21 – Böhmischer Adel
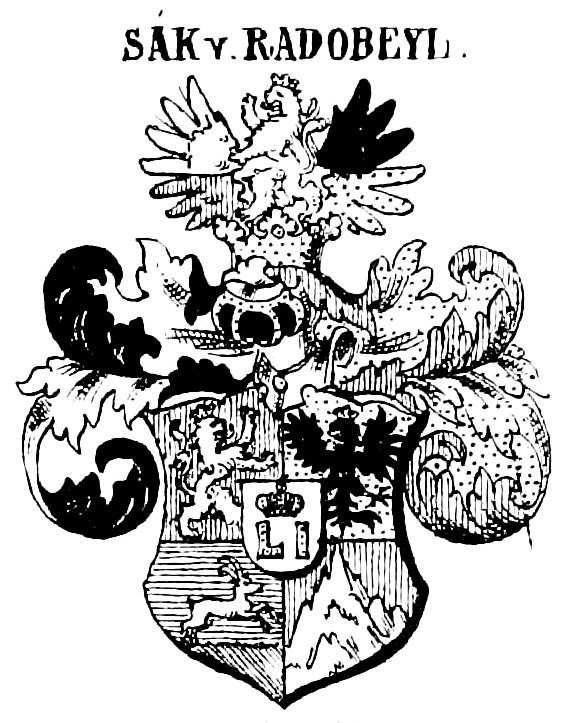
Band 4 Abteilung 9 Tafel 21 – Böhmischer Adel

## Bekannte Familienmitglieder
- Konrad Sack (um 1250–1309), Deutschordensritter und Landmeister von Preußen
- Siegfried Sack (1527–1596), auch latinisiert Saccus, lutherischer Theologe und erster evangelischer Domprediger am Magdeburger Dom
- Otto von Sack (1589–1658), Obrist der schwedischen Armee
- Siegmund von Sack (1662–1740), preußischer Generalmajor und Kommandant von Kolberg
- Ernst Silvius von Sack (1710–1793), preußischer Landrat
- Sebastian Albert Freiherr von Sack (1757–1829), ab 1821 Graf von Sack, Kammerherr, Forschungsreisender
- Christoph August Gustav Wilhelm von Sack (1773–1844), preußischer Generalleutnant
- Otto von Sack (1846–1921), preußischer Generalmajor